# Eye of the Beholder (joc video)
Eye of the Beholder (cu sensul de Ochiul Privitorului) este un joc video de rol pentru computere personale și console de jocuri video dezvoltat de Westwood Associates. A fost publicat de Strategic Simulations, Inc. în 1991, pentru sistemul de operare MS-DOS și ulterior a fost portat pe Amiga, Sega  CD și SNES. Versiunea Sega CD include o coloană sonoră compusă de Yuzo Koshiro și Motohiro Kawashima. Un port pentru dispozitivul portabil Atari Lynx a fost dezvoltat de NuFX⁠(d) în 1993, dar nu a fost lansat. În 2002, o adaptare cu același nume a fost dezvoltată de Pronto Games pentru Game Boy Advance.
Jocul are două continuări, Eye of the Beholder II: The Legend of Darkmoon, lansat tot în 1991, și Eye of the Beholder III: Assault on Myth Drannor, lansat în 1993. Al treilea joc, însă, nu a fost dezvoltat de Westwood, care a fost achiziționat de Virgin Interactive în 1992 și a creat în schimb seria Lands of Lore.

## Prezentare
Stăpânii orașului Waterdeep angajează o echipă de aventurieri pentru a investiga un rău care vine de sub oraș. Aventurierii intră în canalizarea orașului, dar intrarea este blocată de o prăbușire cauzată de Xanathar, Beholder⁠(d)-ul omonim. Echipa coboară mai departe sub oraș, trecând prin zonele clanurilor Dwarf⁠(d) și Drow⁠(d), până la bârlogul lui Xanathar, unde are loc confruntarea finală.
Odată ce Xanathar este ucis, apare o fereastră mică albastră care spune că acesta a fost ucis și că aventurierii s-au întors la suprafață unde au fost tratați ca eroi. Nimic altceva nu este menționat în final și nu au existat elemente grafice însoțitoare. Acest lucru a fost schimbat în versiunea pentru Amiga lansată mai târziu, care a prezentat un final animat.

## Gameplay
Eye of the Beholder prezintă o perspectivă la persoana întâi într-o temniță tridimensională, foarte asemănătoare cu cea din jocul Dungeon Master⁠(d) anterior. Jucătorul controlează patru personaje, inițial, folosind o interfață point-and-click pentru a lupta cu monștrii. Numărul poate fi mărit la maximum șase personaje, prin reînvierea unuia sau mai multor schelete din personajele decedate care nu sunt jucabile (NPC) sau prin găsirea unor NPC-uri care se află în temnițe.
Posibilitatea de a mări dimensiunea grupului prin recrutarea de NPC-uri a fost o tradiție în toată seria Eye of the Beholder. De asemenea, este posibilă importarea unui grup din Eye of the Beholder în The Legend of Darkmoon sau din The Legend of Darkmoon în Assault on Myth Drannor; astfel, un jucător poate juca toate cele trei jocuri cu același grup.

## Dezvoltare
Grafica pentru versiunea MS-DOS a fost creată folosind Deluxe Paint⁠(d). Peste 150 de efecte sonore Adlib au fost folosite în sunetul jocului.

## Recepție

### Recepție critică
Eye of the Beholder a fost revizuit în 1991 în revista Dragon #171 de Hartley, Patricia și Kirk Lesser în coloana „Rolul computerelor”, care i-au acordat 5 din 5 stele.  A fost numărul 1 pe lista Asociației Editorilor de Software (Software Publishers Association⁠(d)) cu cele mai bune jocuri MS-DOS din aprilie 1991, ultimul joc SSI D&D care a ajuns pe locul 1. Dennis Owens de la Computer Gaming World l-a numit „un CRPG 3-D uimitor, cu o grafică strălucitoare și extrem de complicat”. Revista a declarat că grafica VGA și sunetul jocului le-au oferit proprietarilor de IBM PC  un joc asemănător lui Dungeon Master. Scorpia, un alt recenzor al revistei, a fost mai puțin pozitiv. Deși a lăudat și grafica și sunetul, afirmând că „îți dau cu adevărat senzația de a fi într-o temniță reală”, ea a criticat interfața incomodă de utilizare a vrăjilor și finalul abrupt „revoltător”. Alte domenii care ar mai fi avut nevoie de lucru includ lupta, intriga și interacțiunea cu NPC-urile; cu toate acestea, ea a sperat că, cu astfel de îmbunătățiri, „seria Legend va deveni unul dintre liderii în domeniul CRPG”. În 1993, Scorpia a numit jocul „un prim efort impresionant care este de bun augur pentru viitor”.
Revista The One a dat versiunii pentru Amiga un scor general de 92%, comparând-o foarte mult cu Dungeon Master, afirmând: „Comparațiile cu clasicul [în vârstă] – Dungeon Master – sunt inevitabile. Când două jocuri arată atât de asemănător, chiar și programatorii lor ar avea probleme să le deosebească.” The One laudă modul de joc din Eye of the Beholder, afirmând că „spre deosebire de titlurile anterioare AD&D, se pune mai mult accent pe rezolvarea puzzle-ului decât pe luptă – o schimbare revigorantă... Lupta este, de asemenea, gestionată extrem de bine, vrăjile și regulile pentru „arme la distanță” sunt toate fidele jocului original... Gameplay-ul funcționează minunat, evocând atât spiritul, cât și atmosfera pe care o obțineți la [o masă AD&D]”. În ciuda acestui fapt, The One consideră că Eye of the Beholder este la egalitate cu Dungeon Master și Chaos Strikes Back⁠(d), dar afirmă că Eye of the Beholder este încă „o achiziție esențială pentru adepții seriei AD&D”.
Salutând jocul drept „un vis devenit realitate” pentru fanii Dungeons & Dragons, Electronic Gaming Monthly a oferit versiunii Super NES un rating de 6,2 din 10, lăudând grafica 3-D și varietatea de personaje. De asemenea a acordat versiunii Sega CD un rating de 7,2 din 10, de data aceasta lăudând capacitatea de a crea personaje personalizate, dar criticând sunetul. Ei au mai remarcat că jocul are o curbă dificilă de învățare. Într-o recenzie pentru versiunea Sega CD, Computer and Video Games a spus că „nu este chiar acolo sus ca Snatcher⁠(d), dar fără îndoială este un joc de rol foarte bun”. 
Potrivit GameSpy în 2004, în ciuda problemelor din primul Eye of the Beholder, „majoritatea jucătorilor au găsit că jocul merită efortul”. IGN l-a clasat pe locul 8 în lista lor „Top 11 jocuri Dungeons & Dragons din toate timpurile” în 2014. Ian Williams de la Paste a evaluat jocul pe locul 8 în lista sa cu „Cele mai bune 10 jocuri video Dungeons & Dragons” în 2015.
În 1991, PC Format⁠(d) a plasat Eye of the Beholder în lista celor mai bune 50 de jocuri pe computer din toate timpurile. Editorii l-au numit „o distracție clasică prin temnițe care se ocupă cu monștri, puzzle-uri, capcane și lucruri mitice”.

### Performanță comercială
SSI a vândut 129.234 de exemplare din Eye of the Beholder. Până la jumătatea anului 1991, peste 150.000 de exemplare au fost vândute în întreaga lume. În general, seria Eye of the Beholder, inclusiv cele două continuări ale jocului, au atins vânzări globale de peste 350.000 de unități până în 1996.

### Promovare
În ianuarie 1991, SSI a participat la concursul Top Ad al revistei Computer Gaming World, iar coperta lor cu Eye of the Beholder a ajuns pe primul loc printre cititorii care au votat, în ciuda obiecției editorului revistei. Din februarie până în octombrie 1991, SSI a lansat un concurs „Beholder Bonus”, care le-a cerut jucătorilor să găsească o funcție bonus (un ou de Paști) în fiecare nivel al jocului, indicată printr-un mesaj pe ecran. Primii 50 de jucători de PC și 50 de jucători de Amiga care vor descoperi toate cele 12 funcții ar câștiga premii în valoare de 100 USD.

## Moștenire

### Continuări
Au existat două continuări: Eye of the Beholder II: The Legend of Darkmoon și Eye of the Beholder III: Assault on Myth Drannor.
Eye of the Beholder II: The Legend of Darkmoon a folosit o versiune modificată a motorului primului joc, a adăugat zone exterioare și a crescut foarte mult cantitatea de interacțiune pe care jucătorul a avut-o cu mediul, împreună cu aspecte substanțial mai „de joc de rol”. 
Eye of the Beholder III: Assault on Myth Drannor nu a fost dezvoltat de Westwood, dezvoltatorul Eye of the Beholder și The Legend of Darkmoon, ci mai degrabă de către editura acestora, SSI.
Eye of the Beholder Trilogy (1995, SSI) a fost o relansare a tuturor celor trei jocuri pentru MS-DOS pe CD-ROM. Interplay a lansat cele trei jocuri împreună cu o serie de alte jocuri DOS AD&D pe două CD-uri de colecție: The Forgotten Realms Archives (1997) și Gamefest: Forgotten Realms Classics (2001).

### Jocuri înrudite
Câteva module pentru Neverwinter Nights (2002) au fost create de fani ca remake-uri ale jocului original Eye of the Beholder.  O echipă de dezvoltatori de jocuri independente condusă de Andreas Larsson a făcut o conversie a jocului pentru Commodore 64.